# Leo Singer

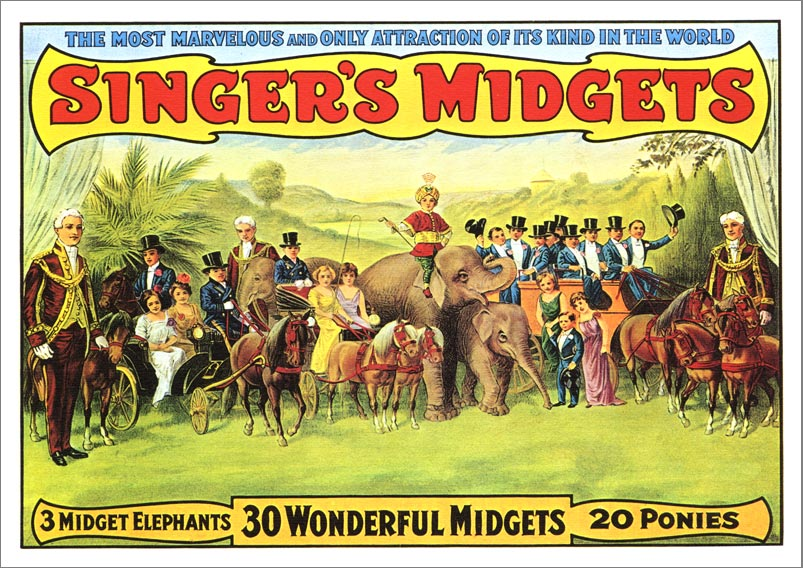
Poster de divulgação dos "Singer's Midgets" (circa 1915)

Leopold von Singer (Viena, 3 de maio de 1877 - 5 de março de 1951) era um gerente americano de origem austríaca de uma trupe de entretenimento chamada Singer's Midgets, que era um grupo popular de vaudeville na primeira metade do século XX. Ele foi responsável por escalar muitos artistas no icônico filme de 1939, O Mágico de Oz. 

## Vida e carreira
Singer nasceu em uma família de destaque em Viena, Áustria. Ele teria sido inspirado a formar os Singer's Midgets (Anões Cantores) em 1912 ou 1913, depois que ele e sua filha Trudy foram entretidos por uma trupe de anões no Prater de Viena. Com sua esposa, Walberga, Singer recrutou anões para sua própria trupe e começou a construir a Liliputstadt, uma "cidade minúscula" no parque de diversões "Veneza em Viena", onde eles poderiam se apresentar. Singer procurou principalmente pessoas anões para que pudessem se mover e dançar com facilidade.
O Liliputstadt foi um grande sucesso, Singer começou a turnê com seus artistas por toda a Europa e, no processo, recrutou novos membros. Após o início da Primeira Guerra Mundial, a trupe viajou para os Estados Unidos e permaneceu lá até acabar o espetáculo. Eles se apresentaram em teatros de vaudeville. Por ser austríaco, o Bureau of Investigation (atual FBI) investigou Singer durante a Primeira Guerra Mundial. No final, os agentes concordaram com a alegação de Singer de que as acusações contra ele eram baseadas em "ciúmes profissionais". Durante a década de 1930, alguns dos Anões de Singer começaram a aparecer em filmes como They Gave Him Gun (1937), Block-Heads (1938) e The Terror of Tiny Town, um western de 1938 com um elenco totalmente anão. Também em 1938, Singer assinou um contrato com a Metro-Goldwyn-Mayer para fornecer 124 pessoas de tamanho proporcional para interpretar Munchkins em O Mágico de Oz (1939). Alguns dos membros de sua tropa formaram uma parte do grupo, e ele viajou pelos Estados Unidos para recrutar outros.
Singer era uma figura um tanto controversa em sua época. O ator Billy Curtis observou uma vez que Singer "tinha reputação de enganar seus anões". Durante as filmagens de O Mágico de Oz, Singer teria mantido metade do salário semanal de seus artistas. No entanto, seus membros da trupe frequentemente falavam positivamente dele. Nita Krebs disse que "sempre tratou bem o seu povo" e Grace Williams disse: "Ele tinha professores particulares para lhes dar educação. Ele os tratou bem e deu-lhes lindas suítes de hotel". Fern Formica lembrou: "Ele era como um pai. Ele era um bom homem".  Vários anões de Singer se referiram afetuosamente ao gerente como "Papa".
Os Midinger Singer se dissolveram em meados da década de 1940, com muitos membros voltando para casa na Europa natal.     

## Morte
Singer se aposentou na cidade de Nova York em meados da década de 1940. Ele morreu lá em 5 de março de 1951.  Ele está enterrado no cemitério Kensico.